# Foaie Matematică

Foaie Matematică

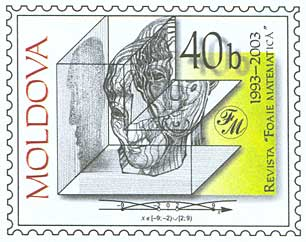

Foaia Matematică e o revistă de matematică pentru elevi si profesori publicată la Chișinău.